# Janusz Welento
Janusz Welento (ur. 1 stycznia 1929 w Wilnie, zm. 16 kwietnia 2012) – polski lekarz weterynarii, rektor Akademii Rolniczej w Lublinie.

## Życiorys
Studiował na Uniwersytecie Marii Curie-Skłodowskiej w Lublinie, w 1960 obronił pracę doktorską, w 1964 habilitował się na podstawie pracy. W 1972 został profesorem nauk weterynaryjnych. Pracował w Katedrze Anatomii Zwierząt na Wydziale Medycyny Weterynaryjnej Akademii Rolniczej w Lublinie.
Zmarł 16 kwietnia 2012.

## Odznaczenia
- Krzyż Komandorski Orderu Odrodzenia Polski[1][2][4]
- Krzyż Kawalerski Orderu Odrodzenia Polski[1][2][4]
- Złoty Krzyż Zasługi[4]
- Odznaka „Zasłużony Nauczyciel PRL”[1][4]
- Medal Komisji Edukacji Narodowej[1][2][4]